# Out of the Grey (альбом The Dream Syndicate)
Out of the Grey — третий студийный альбом американской рок-группы The Dream Syndicate. Он был выпущен 23 мая 1986 года лейблом Big Time Records/Chrysalis.

## История
Out of the Grey был выпущен в 1986 году как первый студийный альбом после того, как группа была исключена из A&M Records из-за неудовлетворительных продаж после выхода альбома 1984 года This Is Not the New Dream Syndicate Album……Live! Группа размышляла над своим будущим и даже временно ушла в отставку, в то время как вокалист и автор песен Стив Уинн записал альбом с Дэном Стюартом (как Danny & Dusty). Альбом дуэта, Lost Weekend (1985), был спродюсирован Полом Б. Катлером, который также продюсировал одноименный первый EP The Dream Syndicate (1982). Совместные выступления с гитаристом Катлером возродили в Уинне желание вновь собрать The Dream Syndicate вместе. Группа реформировалась после некоторых кадровых изменений, наиболее заметным из которых стала замена лид-гитариста Карла Прекоды на Катлера. Звучание группы также изменилось, став «значительно более агрессивным, но в то же время с привкусом кантри». Однако «более мейнстримовое» звучание не привело к коммерческому успеху.
Реакция на альбом со стороны поклонников и критиков была положительной, и после его выхода группа отправилась в турне по Европе, а затем в первое за два года американское турне. Сразу после выхода альбома, когда казалось, что группа «вернулась на круги своя», лейбл Big Time Records закрылся, что пошло группе во вред; она снова стала неактивной, и Уинн некоторое время играл акустические сольные концерты.

## Релиз
За альбомом последовал мини-альбом, 50 in a 25 Zone, содержащий дополнительные треки, в том числе песню Слима Харпо «Shake Your Hips». С альбома было выпущено два сингла: Alice Cooper «Ballad of Dwight Fry» Элиса Купера в середине 1986 года и «Let It Rain» (Эрика Клэптона и Bonnie Bramlett) в 1987 году. Песня «Boston» — это дань уважения Вану Моррисону; Уинн объяснил, что песня относится к времени, проведенному Моррисоном в Бостоне между распадом Them и началом его сольной карьеры.
Первоначально альбом был выпущен на виниле, затем на CD с несколькими бонус-треками, а в 1997 году на Normal Records с 5 дополнительными треками, чем было на оригинальном альбоме.

## Отзывы
| Оценки критиков | Оценки критиков |
| Источник        | Оценка          |
| --------------- | --------------- |
| AllMusic        | [ 7 ]           |

Альбом получил положительные отзывы музыкальной критики и интернет-изданий.
По словам Микала Гилмора, Out of the Grey — это «бодрая работа по искуплению» после распада группы; он считает его лучшим альбомом группы. По словам Дона Уоллера, написавшего рецензию для Los Angeles Times, «мозголомный „Boston“ и жестокий „50 in a 25 Zone“ — суровые и мрачные и обозначают эту все еще развивающуюся группу как силу, с которой нужно считаться еще долго после того, как все местные имитаторы New York Dolls устроятся на комфортную жизнь в качестве продавцов легковушек». Рецензент The Michigan Daily отметил «относительно отполированное звучание» и выделил для похвалы «Boston», «50 in a 25 Zone» и «Now I Ride Alone».
В своей рецензии на AllMusic Дениз Салливан пишет, что «Как и почти всё, что было выпущено в том году, Out of the Grey страдал от пост-нововолнового гриппа. Но в „50 in a 25 Zone“ есть старый, блюзовый дух Syndicate, как и в „Now I Ride Alone“, а Стив Уинн по-прежнему остается исключительным вокалистом, вкладывая сердце и смысл в каждое написанное им слово».

## Список композиций
Все песни Стива Уинна, если не указано иное.
1. «Out of the Grey»
2. «Forest for the Trees»
3. «50 in a 25 Zone» (Steve Wynn, Dennis Duck, Mark Walton, Paul B. Cutler)
4. «Boston»
5. «Blood Money» (не включено в оригинальный виниловый релиз)
6. «Slide Away»
7. «Dying Embers» (Steve Wynn, Mark Walton, Scott Walton)
8. «Now I Ride Alone»
9. «Drinking Problem» (не включено в оригинальный виниловый релиз)
10. «Dancing Blind»
11. «You Can’t Forget»
12. «Let it Rain» (не включено в оригинальный виниловый релиз) (Eric Clapton, Bonnie Bramlett)

### Бонусные треки переиздания 1997 года
1. «Cinnamon Girl» (Neil Young)
2. «Ballad of Dwight Fry» (Michael Bruce, Alice Cooper)
3. «Shake Your Hips» (Slim Harpo)
4. «I Won’t Forget»
5. «The Lonely Bull» (Sol Lake)